# مدیکال لیک (واشینگتن)
مدیکال لیک (به انگلیسی: Medical Lake) شهری در شهرستان اسپوکین ایالت واشنگتن است که در سرشماری سال ۲۰۱۰ میلادی، ۵۰۶۰ نفر جمعیت داشته است. 

## نگارخانه

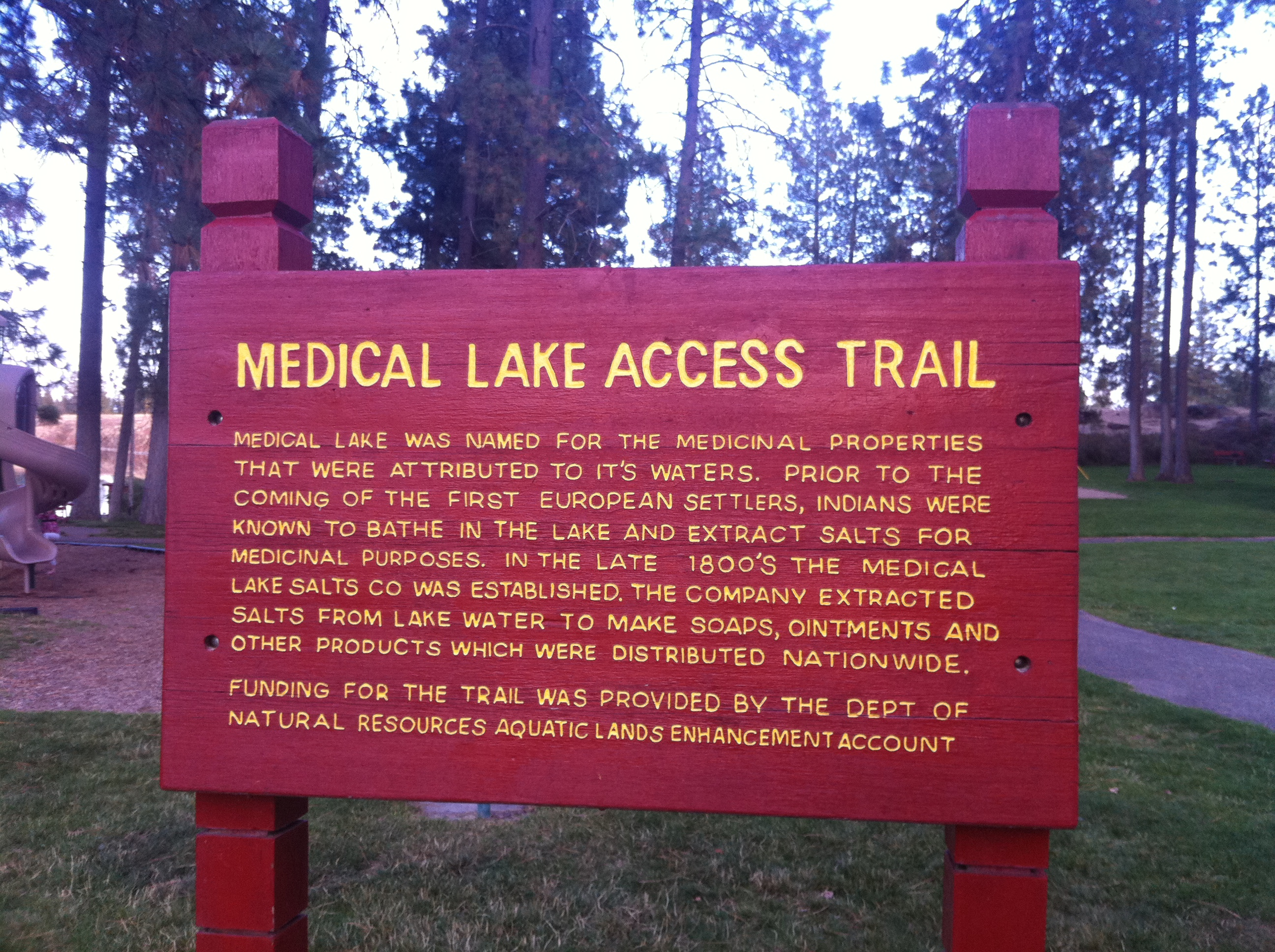
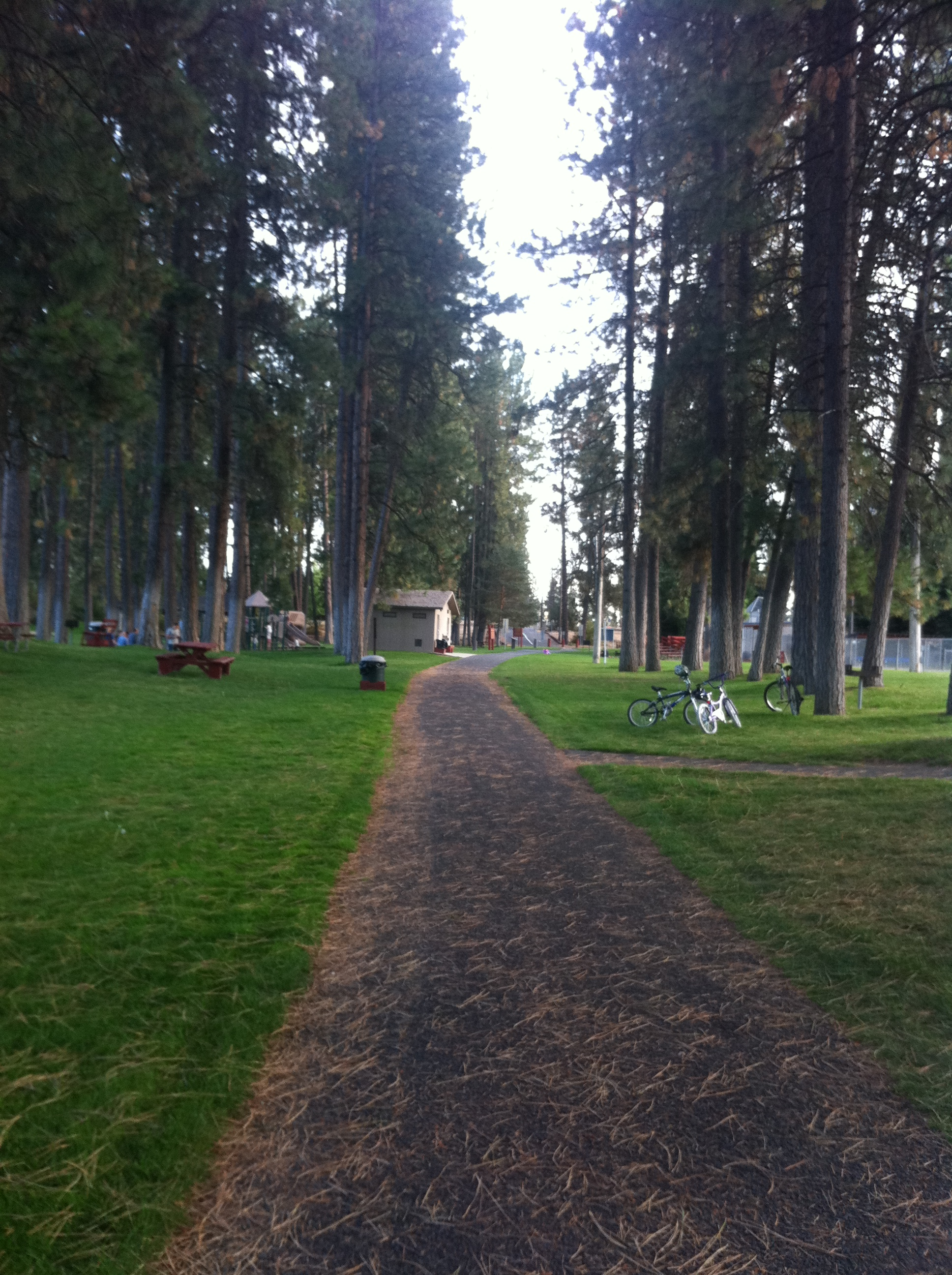
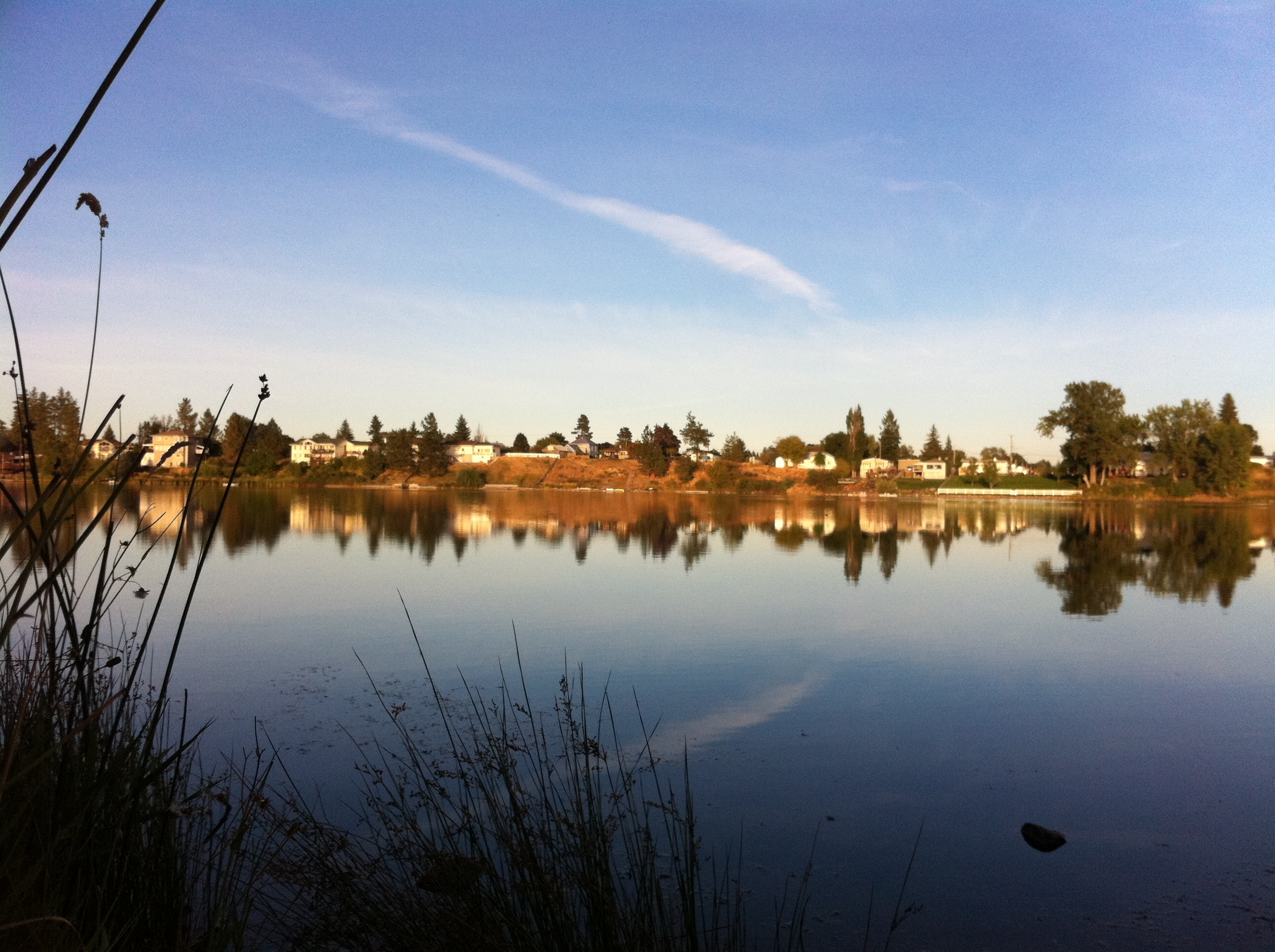